# Perigeo
Perigeo est un groupe instrumental de rock progressif et jazz fusion italien. Il est formé en 1970 par Giovanni Tommaso. Son style musical est très proche du jazz-rock façon Weather Report et Soft Machine. Il possède toutefois les caractéristiques si singulières du rock progressif italien.

## Biographie
Leur premier album, Azimut (1972), est immédiatement bien accueilli par la presse spécialisée. Il est suivi par l'album Abbiamo tutti un blues da piangere (1973), qui comprend plutôt des morceaux orientés vers le rock, le jazz rock et le funky jazz. L'album suivant, intitulé Genealogia (1974), comprend des chansons avec davantage de morceaux aux synthétiseurs. Le groupe effectue une tournée européenne en été 1974. L'album La valle dei Templi (1975) repose sur la présence de Tony Esposito aux percussions ; le groupe obtient une bonne reconnaissance commerciale. Non è poi così lontano (1976), enregistré au Canada, et orienté jazz rock.
À la fin de l'automne 1977, lors d'un concert à Florence au festival Avanti, ils saluent le public en annonçant leur séparation. La même année, le groupe joue au Montreux Jazz Festival,, qui sortira en album live vers 1990. En 1978, tous les membres du groupe participent à l'enregistrement de l'album Ullu du chanteur-compositeur Giovanni Ullu. 
En 1980, après une longue pause au cours de laquelle le groupe est officiellement séparé, une réunion a lieu pour la production du double album Alice dans lequel le jazz rock alterne avec des chansons plus pop. Peu de temps après (en 1981), Giovanni Tommaso reforme le groupe avec de nouveaux membres et donne vie au New Perigeo, qui restera en vie pendant un an et demi ; cette formation participe à la réalisation de Q Concert, un EP avec Rino Gaetano et Riccardo Cocciante, et de l'album Effetto amore. Cependant, cette formation doit être considérée comme externe à Perigeo, Tommaso étant le seul membre original à en faire partie.
En 1993, pour le vingtième anniversaire de Umbria, le groupe se réunit. Le 25 octobre 2008, la formation originale, à l'exception de Franco D'Andrea, joue au Festival della Creatività di Firenze. En 2014, le groupe publie l'album Antologia.

## Membres

### Perigeo
- Giovanni Tommaso - contrebasse, guitare basse
- Franco D'Andrea - claviers
- Bruno Biriaco - batterie
- Claudio Fasoli - saxophone
- Tony Sidney (Anthony Sidney) - guitare

### New Perigeo
- Giovanni Tommaso - contrebasse, guitare basse
- Danilo Rea - claviers
- Agostino Marangolo - batterie
- Maurizio Giammarco - saxophone
- Carlo Pennisi - guitare

## Discographie

### Album studio
- 1981 : Effetto amore (RCA Italiana)

### EP
- 1972 : Azimut (RCA Italiana)
- 1973 : Abbiamo tutti un blues da piangere (RCA Italiana)
- 1974 : Genealogia (RCA Italiana)
- 1975 : La valle dei templi (RCA Italiana)
- 1976 : Non è poi così lontano (RCA Italiana)
- 1980 : Alice (RCA Italiana ; sous Perigeo Special)

### Singles
- 1975 : La valle dei templi/Tamale (RCA Italiana)
- 1976 : Movie Rush (La febbre del cinema)/Tema di alba (RCA Original Cast)
- 1976 : Fata Morgana/Take Off (RCA Original Cast)

### Albums live
- 1990 : Live at Montreux  (RCA Italiana)
- 1990 : Live in Italy 1976 (Contempo)